# 9. Nemzetközi Matematikai Diákolimpia
A 9. Nemzetközi Matematikai Diákolimpiát (1967) Jugoszláviában, Cetinjében rendezték. Tizenhárom ország kilencvenkilenc versenyzője vett részt rajta. Több nyugati ország először küldött versenyzőket: Anglia, Svédország teljes csapatot, Franciaország (csak 5 versenyzőt), Olaszország (csak 6 versenyzőt), ezzel megkezdődött az olimpia világversennyé válása. Magyarország két arany-, három ezüst- és három bronzérmet szerzett, összpontszámával pedig 3. lett az országok között. 
(Az elérhető maximális pontszám: 8×42=336 pont volt)

## Országok eredményei pont szerint
|     | Ország        | Pont | Arany | Ezüst | Bronz |
| --- | ------------- | ---- | ----- | ----- | ----- |
| 1.  | Szovjetunió   | 275  | 3     | 3     | 2     |
| 2.  | NDK           | 257  | 3     | 3     | 1     |
| 3.  | Magyarország  | 251  | 2     | 3     | 3     |
| 4.  | Anglia        | 231  | 1     | 2     | 4     |
| 5.  | Románia       | 214  | 1     | 1     | 4     |
| 6.  | Bulgária      | 159  | 1     | 0     | 1     |
|     | Csehszlovákia | 159  | 0     | 1     | 3     |
| 8.  | Jugoszlávia   | 136  | 0     | 0     | 3     |
| 9.  | Svédország    | 135  | 0     | 0     | 2     |
| 10. | Olaszország   | 110  | 0     | 1     | 1     |
| 11. | Lengyelország | 101  | 0     | 0     | 1     |
| 12. | Mongólia      | 87   | 0     | 0     | 1     |
| 13. | Franciaország | 41   | 0     | 0     | 0     |

## A magyar csapat
A magyar csapat tagjai voltak:
| Név             | Évfolyam | Iskola                    | Város    | Díj   |
| --------------- | -------- | ------------------------- | -------- | ----- |
| Elekes György   | IV. o.   | Fazekas M. Gyakorló Gimn. | Budapest | Arany |
| Surányi László  | IV. o.   | Fazekas M. Gyakorló Gimn. | Budapest | Arany |
| Babai László    | III. o.  | Fazekas M. Gyakorló Gimn. | Budapest | Ezüst |
| Csirmaz László  | II. o.   | I. István Gimnázium       | Budapest | Ezüst |
| Hoffmann György | IV. o.   | Fazekas M. Gyakorló Gimn. | Budapest | Ezüst |
| Laborczi Zoltán | IV. o.   | Révai Miklós Gimn.        | Győr     | Bronz |
| Pintz János     | II. o.   | Fazekas M. Gyakorló Gimn. | Budapest | Bronz |
| Szűcs András    | III. o.  | Fazekas M. Gyakorló Gimn. | Budapest | Bronz |

A csapat vezetője Hódi Endre volt.